# Isla Güegüensi
La Isla Güegüensi es una Isla volcánica de cono volcánico  del tipo parásito de la Isla Zacate Grande, Honduras en el Golfo de Fonseca, en el Océano Pacífico, relacionada con la actividad volcánica del Arco volcánico centroamericano. Es una isla sin población, cubierta de mangle. Se ubica al noreste de Isla Zacate Grande.  Forma parte de la subdivisión o aldea Los Langues, de Isla Zacate Grande.
Su punta noroeste se denomina Punta del Pescador, al Noreste se encuentra la Isla del Toro. Al este se encuentra la Isla Zacate Grande al cual se considera que orbita (isla satélite). Se encuentra rodeado por esteros, al este el Estero El Jicaro y al oeste el Estero Esterón.